# Giovanni Venturini

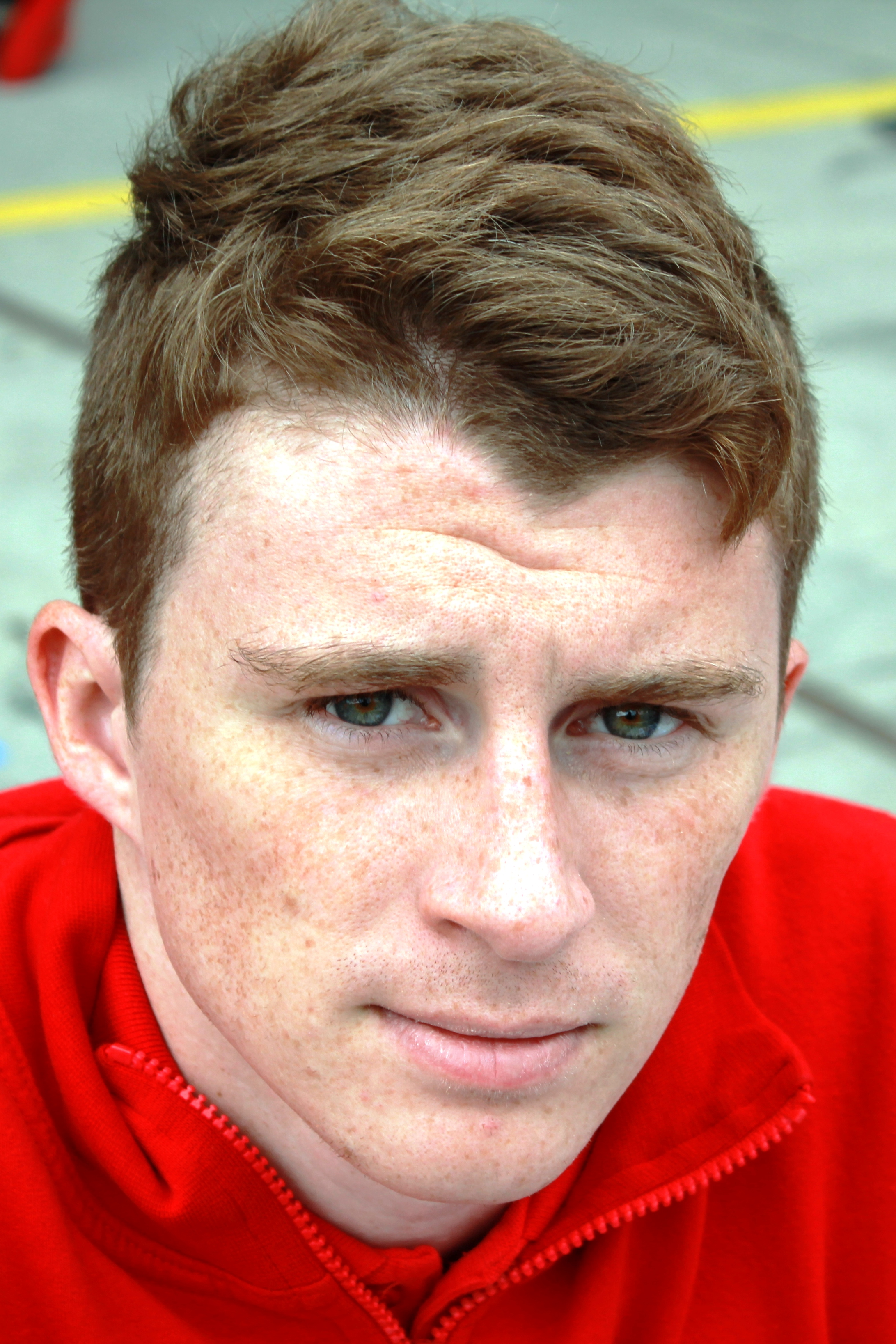
Venturini in 2012

Giovanni Venturini (Vicenza, 9 november 1991) is een autocoureur uit Italië.

## Carrière

### Formule 2000 Light
Venturini begon zijn formuleracingcarrière in november 2008 in de Formule 2000 Light Italy Winter Trophy, waar hij als tweede eindigde in de twee races achter Martin Scuncio. In 2009 nam hij deel aan de openingsronde in de gewone Formule 2000 Light op Magione. Hij won één race en eindigde in de andere op het podium, maar omdat het weekend niet tot het officiële kampioenschap behoorde, scoorde hij geen punten.

### Formule Renault 2.0
In 2008 nam Venturini ook deel aan de Portugese Formule Renault 2.0 Winter Series, gehouden over twee weekenden op Jerez en Estoril, waar hij op de gedeelde zevende plaats eindigde in het kampioenschap, samen met Adrian Quaife-Hobbs.
In 2009 reed Venturini deel aan zowel de Italiaanse als de Zwitserse Formule Renault 2.0 voor het team C02 Motorsport. Ondanks dat hij de tweede ronde op Varano miste, eindigde hij het Italiaanse seizoen als derde met negen podiumplaatsen en een overwinning op Misano. In het Zwitserse kampioenschap won hij drie races en met tien podiumplaatsen eindigde hij als tweede achter Nico Müller.
In 2010 promoveerde Venturini naar de Eurocup Formule Renault 2.0 voor het team Epsilon Euskadi. Venturini eindigde het seizoen als vijfde met twee podiumplaatsen en een overwinning op Magny-Cours. Hij nam ook deel aan één ronde van de Britse Formule Renault 2.0 op Silverstone. Hij eindigde deze races respectievelijk als zestiende en veertiende. Hij reed ook één weekend in de Formule Renault 2.0 NEC op Spa-Francorchamps, waar hij één pole position haalde.

### Auto GP
In februari 2011 werd Venturini bevestigd als coureur bij het team Durango voor het seizoen 2011 naast zijn landgenoot Giuseppe Cipriani. In zijn eerste race op Monza won hij meteen nadat hij op pole position was gestart. Op de Hungaroring behaalde hij nog een podiumfinish voordat hij op Oschersleben zijn tweede race won. Hij eindigde het seizoen uiteindelijk als negende.

### Formule Renault 3.5 Series
Nadat hij voor Draco Racing en Fortec Motorsport testte aan het eind van 2011, maakt Venturini zijn Formule Renault 3.5 Series-debuut in 2012 naast Nikolay Martsenko bij het team BVM Target. Na het vierde raceweekend op de Nürburgring werd hij echter vervangen door Sergej Sirotkin. Met 3 punten eindigde hij als 25e in het kampioenschap.

### GP3 Series
In 2012 maakt Venturini ook zijn debuut in de GP3 Series. Vanaf de vierde ronde op Silverstone rijdt hij de derde auto van het team Trident Racing naast Vicky Piria en Antonio Spavone. In de eerste race op de Nürburgring en de tweede race op Monza eindigde hij als derde, waardoor hij als dertiende in het kampioenschap eindigde met 31 punten.
In 2013 rijdt Venturini het gehele GP3-seizoen voor Trident, met David Fumanelli en Emanuele Zonzini als teamgenoten.